# Shono-Oxidation
Die Shono-Oxidation ist eine elektro-organische Reaktion bei der C-C-Bindungen in α-Position zu einer Amino-Gruppe durch anodische Oxidation geknüpft werden. Benannt wurde die Reaktion nach Tatsuya Shono (* 1929), der diese Reaktion 1981 erstmals beschrieb.

## Übersichtsreaktion
Shono beschrieb zunächst die anodische Oxidation von Carbamaten. Dabei wird Methanol sowohl als Kupplungspartner als auch als Lösungsmittel eingesetzt. Die Funktionalisierung geschieht dabei in α-Position zur Amin-Gruppe. Unter Einwirkung einer Lewis-Säure (häufig TiCl4) kann ein Methanolat-Anion (MeO−) eliminiert werden und es bildet sich ein Iminium-Kation. Durch Reaktion mit einem (Kohlenstoff-)Nucleophil (Nu−) wird eine neue Bindung geknüpft.

## Mechanismus
Prinzipiell sind zwei Reaktionswege möglich. Der in der Übersichtsreaktion gezeigte Weg zeigt ein Abfangen (trapping) eines intermediär entstehenden Iminium-Ions durch Methanol. Da eben dieses Iminium für die folgende Funktionalisierung wieder benötigt wird, muss es durch eine Lewis-Säure – hier Titan(IV)-chlorid – wieder freigesetzt werden. Das trapping ist hier nötig, da die meisten Nucleophile, die zur Funktionalisierung eingesetzt werden, unter den üblichen elektrolytischen Bedingungen nicht stabil sind.
Das trapping kann umgangen werden, indem bei tiefen Temperaturen elektrolysiert wird. In nicht-nucleophilen Lösungsmitteln ist das Iminium ausreichend stabil, um nach abgeschlossener Elektrolyse direkt mit einem Nucleophil umgesetzt zu werden.
Das Herstellen und anschließende Umsetzen von Iminium-Ionen, aber auch anderen organischen Kationen wird als Kationen-Pool-Methode bezeichnet.

## Anwendung
Die Shono-Oxidation kann in der Synthese von einigen bioaktiven Stoffen, wie zum Beispiel (+)-Myrtin, Iminozuckern, Ropivacain oder chiralen, cyclischen Aminosäuren, eingesetzt werden.